# Osiedle Lubonianka
Osiedle Lubonianka – osiedle mieszkaniowe w Luboniu, w rejonie Żabikowa. 
Osiedle to, nazywane popularnie Lubonianką, sprawia wrażenie „miasta w mieście”, ponieważ mieszka w nim ponad 5,5 tysiąca osób (około 1/5 mieszkańców Lubonia), które na co dzień korzystać mogą z sieci pawilonów handlowo-usługowych, garaży, strzeżonych parkingów, placów zabaw dla dzieci oraz boisk sportowych. Charakterystyczną cechą Lubonianki jest również bujna zieleń drzew, krzewów, trawników i klombów kwiatowych.

## Spółdzielnia Mieszkaniowa w Luboniu
Spółdzielnia Mieszkaniowa „Lubonianka” powstała 24 października 1959 roku, kiedy to w siedzibie Zakładów Ziemniaczanych w Luboniu odbyło się zgromadzenie założycielskie Spółdzielni Mieszkaniowej oraz ukonstytuowała się Rada Nadzorcza. Spółdzielnię zarejestrowano 19 grudnia 1959 roku i liczyła ona 18 członków. W styczniu 1963 roku powstał pierwszy blok mieszkalny Spółdzielni Mieszkaniowej „Lubonianka” przy ul. Żabikowskiej 62 C. Od momentu oddania do użytku tego bloku następne budynki mieszkalne, a także kotłownia, wodociąg miejski, kanalizacja oraz sieć gazowa powstały systematycznie do roku 1970. Kolejnych 1225 mieszkań spółdzielnia zbudowała w latach 1970–1980, a realizację ostatnich, najnowszych bloków na terenie miasta zakończono w 2001 roku. Od 2007 roku w budowie są kolejne mieszkania. 
Siedzibą Zarządu Spółdzielni Mieszkaniowej w Luboniu jest budynek usytuowany przy ul. Żabikowskiej. W jego obszernych pomieszczeniach  znajduje się placówka pocztowa, apteka, gabinety lekarskie, cukiernia, bank, sklepy oraz świetlica. W tej ostatniej mają swoje spotkania między innymi: PTTK, Klub Seniora, Klub Brydżystów, a także sekcja nauki gry na instrumentach i nauki tańca towarzyskiego.